# Лесогорка (Винницкая область)
Лесогорка (укр. Лісогірка) — село на Украине, находится в Хмельницком районе Винницкой области.
Код КОАТУУ — 0524885002. Население по переписи 2001 года составляет 234 человека. Почтовый индекс — 22010. Телефонный код — 4333.
Занимает площадь 1 км².
В селе действует храм Рождества Иоанна Крестителя Хмельницкого благочиния Винницкой епархии Украинской православной церкви.

## История
В 1946 году указом ПВС УССР село Мазепинцы переименовано в Лесогорку.

## Адрес местного совета
22010, Винницкая область, Хмельницкий р-н, с. Марьяновка, ул. Ленина, 101